# 岩淵大殿
岩淵 大殿（いわぶち だいでん、1889年 - 1974年3月1日）は、日本の宗教哲学者。歯科医師。科学者。

## 経歴
- 1889年（明治22年） 長野県東筑摩郡四賀村（現松本市）大字会田生まれ
- 1918年（大正7年） 歯科医師免許取得
- 1919年（大正9年） 東京府下八郡八王子歯科医師会理事以後、歯科医師会向上のため紛争す
- 1923年（大正12年） 日本大学法律専門部卒業
- 1925年（大正14年） 小学校における歯倹の必要をとき、日本で初めて小学校医となる。名誉歯科町医を受ける
- 1927年（昭和2年） 日本歯科医師会委員以後、理事等を得る。
- 1933年（昭和8年） 東京歯科医専（東京歯科大学）学長の血脇守之助の推挙で東京帝国大学医学部生理学校室（永井潜博士）幹事及び評議員となる。のち主事
- 1934年（昭和9年） 東京帝国大学内「日本民族衛生学会」幹事
- 1936年（昭和11年） 東京代々木倶楽部会員となる。
- 1937年（昭和12年） 体質改善運動（現在の介護予防、高齢者福祉、障害者福祉、等々）の必要をとき、帝国大学総長「井上仁告博士」を会長に「優生生活協会」設立
- 1938年（昭和13年） この頃より、歯科医業をやめ、医事倫理医学及び数理学よりなる仏教哲学の研究に没頭す。
- 1940年（昭和15年） 「人体三角の発見とその喜び」を著述し、一躍有名となり「大殿姿勢学会」設立される。帝大学長永井潜、元東北大総長井上仁吉。軍部からは、翼讃会　元海軍大将　山本英輔、陸軍大将（文部大臣）荒木貞夫、司法大臣柳川平助。
- 1946年（昭和21年） 東京大空襲にて、明治神宮一帯、延焼し渋谷区穏田の住居全焼。長野県会田村に疎開。
- 1949年（昭和24年）「救世大霊教」設立。
- 1950年（昭和25年） 第五期「日本学術会議」会員となり、以後名誉会員
- 1951年（昭和26年） 「大殿哲学」著述・講演　歯科医師としての仕事を一切捨て、曼荼羅研究に没頭。
- 1956年（昭和31年）「社団法人 立体健康教会」を組織、各所に道場設置。
- 1961年（昭和36年） 「世紀姿勢曼荼羅」全八幅　大殿哲学をこの中に集積す。
- 1961年（昭和36年） 旧本郷村老人会会長となり、老人大学等、七年間、老人会の資質の向上をはかる。
- 1974年（昭和49年） 死去。

## 業績
数理学等を研究した宗教哲学者。日本学術会議名誉会員となり、有機集合論よりなる人間精神の解明にあたり、人体姿勢生理と精神関係における研究を進め「人体三角原理」を発見したとされる。多くの有識者等に影響を与え、二十数回に及ぶ発表講演は、昭和天皇への「御前講義」のはこびの段となった。
日本国内初の歯科医師会を創立、日本発の小学校医となる。

## 著書
1. 歯科医業　医業経済論理
2. 医師歯科医師医事倫理及医業経済 /岩淵大殿著 歯苑社 昭和5年
3. 総合哲理医学
4. 人体三角の発見と其悦び：これは日本の科学者が発見/岩淵大殿著 玄久社 昭和15年
5. 歯科医事法制学体系論
6. 郷土史、教著
7. 信濃ノ國會田黨と田澤神明史考
8. 正座〈科学禅〉方法学講義録
9. 質の哲学
10. 厚生時報 出版監修 厚生省 /厚生医学の一科としての人体三角原理    日本医學及歯科医學体系に関する新論    人体三角原理に就て    人体三角原理と私の哲學観相關性
11. 私語能心理学
12. 四.五律心理学
13. 因果解析学
14. 大殿哲学
15. 岩淵式健康法
16. 日本天皇に捧ぐ科学論文
17. 日本天皇論
18. 日本天皇の行方　帝政への復帰を否定する
19. その他〈各種論文〉